# Pannes (Loiret)
Pannes – miejscowość i gmina we Francji, w Regionie Centralnym, w departamencie Loiret.
Według danych na rok 1990 gminę zamieszkiwało 2861 osób, a gęstość zaludnienia wynosiła 137 osób/km² (wśród 1842 gmin Centre, Pannes plasuje się na 124. miejscu pod względem liczby ludności, natomiast pod względem powierzchni na miejscu 628.).